# Multiplataforma

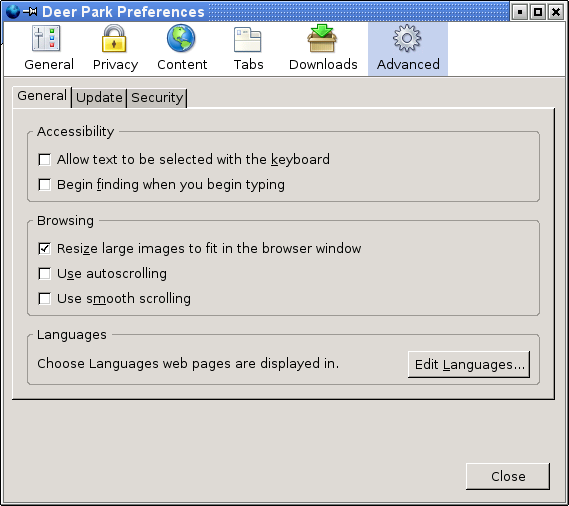
Tela de configuração do navegador Firefox, da Mozilla Foundation, um dos muitos programas multiplataforma.

Diz-se multiplataforma (em inglês cross-platform) um programa ou sistema que pode ser executado em mais do que uma plataforma, como o Mozilla Firefox, ou que executa programas ou sistemas de mais de uma plataforma, por exemplo o MAME.
Para um programa ser desenvolvido com vista ao suporte multiplataforma, um conceito essencial é a portabilidade do código-fonte. No entanto, conseguir código verdadeiramente portável é uma tarefa complicada e, na década de 1990, surgiram plataformas de desenvolvimento que, entre outras coisas, eliminaram a necessidade do código portável: a aplicação resultante, após a compilação, poderia ser executada em qualquer sistema necessitando, para isso, uma camada no sistema operativo que transformasse o bytecode resultante em instruções nativas. Alguns exemplos destas plataformas são: a linguagem de programação Java
(que impôs o conceito de máquina virtual a essa camada) e a mais recente plataforma .NET (que corre sobre uma framework).

## Compiladores
Clang e GCC - são capazes de gerar código para diversas plataformas (cross-compiling) assim como pode ser executado em diversas plataformas.

## Sistemas operacionais
- Linux - é um sistema operativo que pode correr em várias arquitecturas, como x86, SPARC, etc
- FreeBSD - tal como o Linux, o FreeBSD é desenvolvido para suportar várias plataformas
- Windows NT - embora mais limitado, o NT também foi concebido para correr em outras plataformas para além da típica x86
- Solaris - é um Sistema Operativo UNIX desenvolvido pela Sun Microsystems

## Jogos cross-platforms
O termo pode ser usado para designar jogos desenvolvidos para mais de um console. Já o termo crossplay designa jogos com modalidade online que reúne jogadores de diversas plataformas numa mesma partida. O primeiro jogo a permitir esta interatividade entre jogadores de computador e de console foi o Quake, em 2000.

## Outros conceitos
Não confundir o termo multiplataforma com a ideia de múltiplas plataformas de consumo mídia, que Henry Jenkins denomina convergência midiática, ou seja, a geração de conteúdo de mídia cuja narrativa se desdobra ao longo de múltiplas plataformas (como livros, filmes, jogos, sites), o que gera um comportamento migratório e engajamento dos públicos entre esses meios de comunicação.